# Podział administracyjny Wybrzeża Kości Słoniowej
Obecny, bardziej zdecentralizowany podział administracyjny Wybrzeża Kości Słoniowej funkcjonuje od 2011 roku. Wtedy to podzielono kraj na 14 dystryktów (fr. districts), z czego dwa to dystrykty wydzielone (Abidżan i Jamusukro). Dystrykty są podzielone na 31 regionów (fr. régions; w 2012 dodano jeden), a te z kolei podzielone są na 108 departamentów (fr. départements; od 2012 dodano łącznie 13 departamentów). Departamenty dzielą się na 510 podprefektur (fr. sous-préfectures). Podprefektury obejmują wsie, a niektóre z nich łączą się w gminy (fr. commune), których jest 197.

## Historia
W 2011 roku Wybrzeże Kości Słoniowej rozpoczęło reorganizację swoich podziału administracyjnego w celu decentralizacji państwa. Przed reformą administracyjną kraj był podzielony na 19 regionów, 90 departamentów i ponad 1300 gmin.
Reorganizacja została przeprowadzona we wrześniu 2011. Utworzono 14 dystryktów, które zastąpiły regiony jako jednostki administracyjne pierwszego stopnia. Niektóre z nowych dystryktów miały takie same granice i nazwy jak stare regiony, ale ogólna liczba jednostek pierwszego stopnia została zmniejszona z 19 do 14. Liczba regionów została zwiększona do 30 i zostały one przekształcone w jednostki drugiego stopnia. Departamenty zostały zreorganizowane, a ich liczba wzrosła z 90 do 95; zostały one przekształcone w jednostki trzeciego stopnia. Utworzono 498 podprefektur jako jednostki czwartego stopnia. Zachowano istniejący podział gmin, jednak w marcu 2012 roku liczba gmin drastycznie spadła do 197, ponieważ w wielu przypadkach były one obecnie ekonomicznie nie do utrzymania. Podobnie jak przed 1997 nie wszystkie obszary kraju są włączone do gmin.
Od czasu reformy z 2011 stworzono dodatkowy region oraz trzynaście nowych departamentów, których jest obecnie 108. Ponadto utworzono dwanaście nowych podprefektur, teraz jest ich 510. Liczba gmin pozostaje niezmieniona.

## Obecny podział administracyjny

Dystrykty
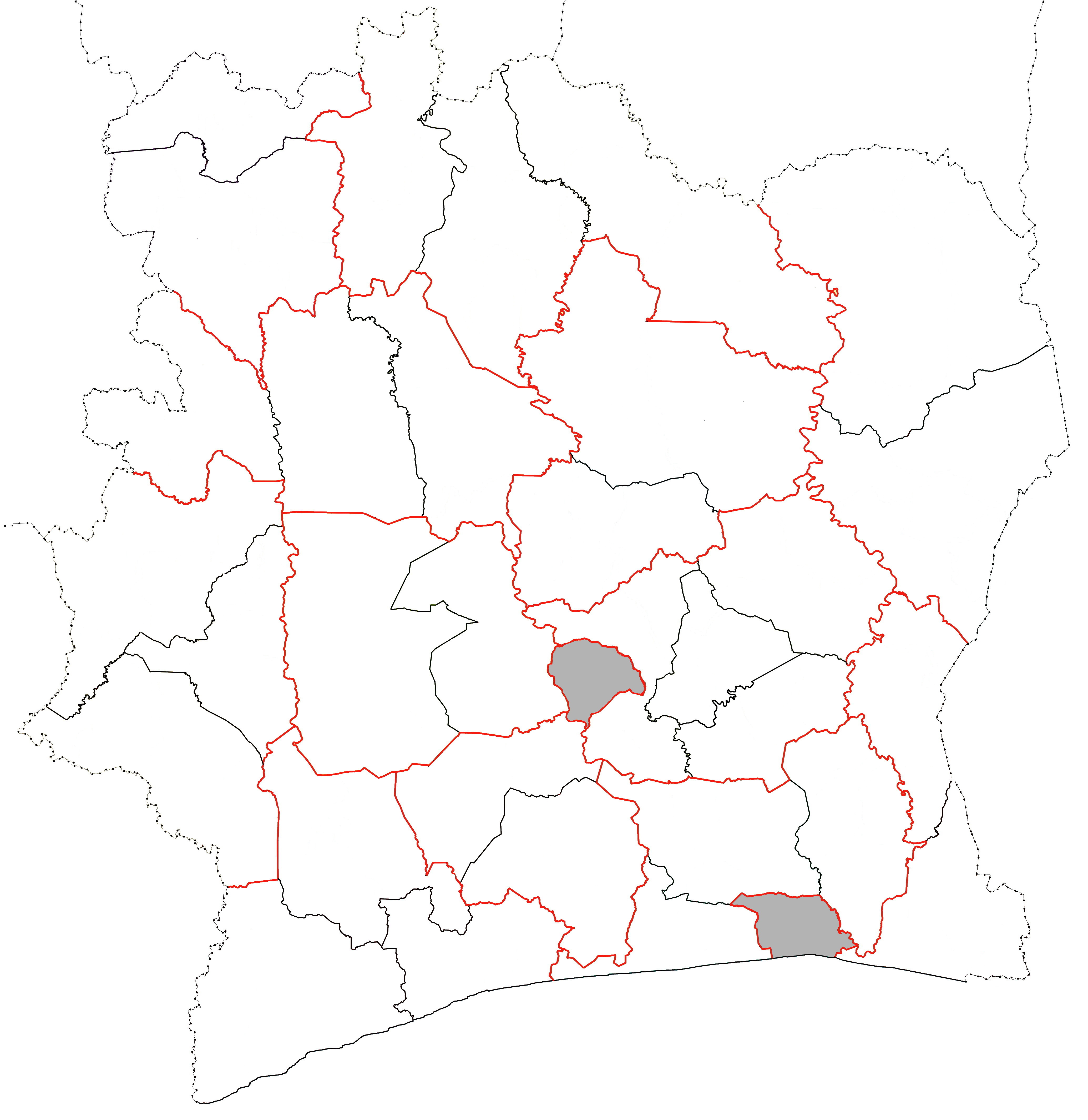
Regiony (na szaro zaznaczono dystrykty wydzielone)
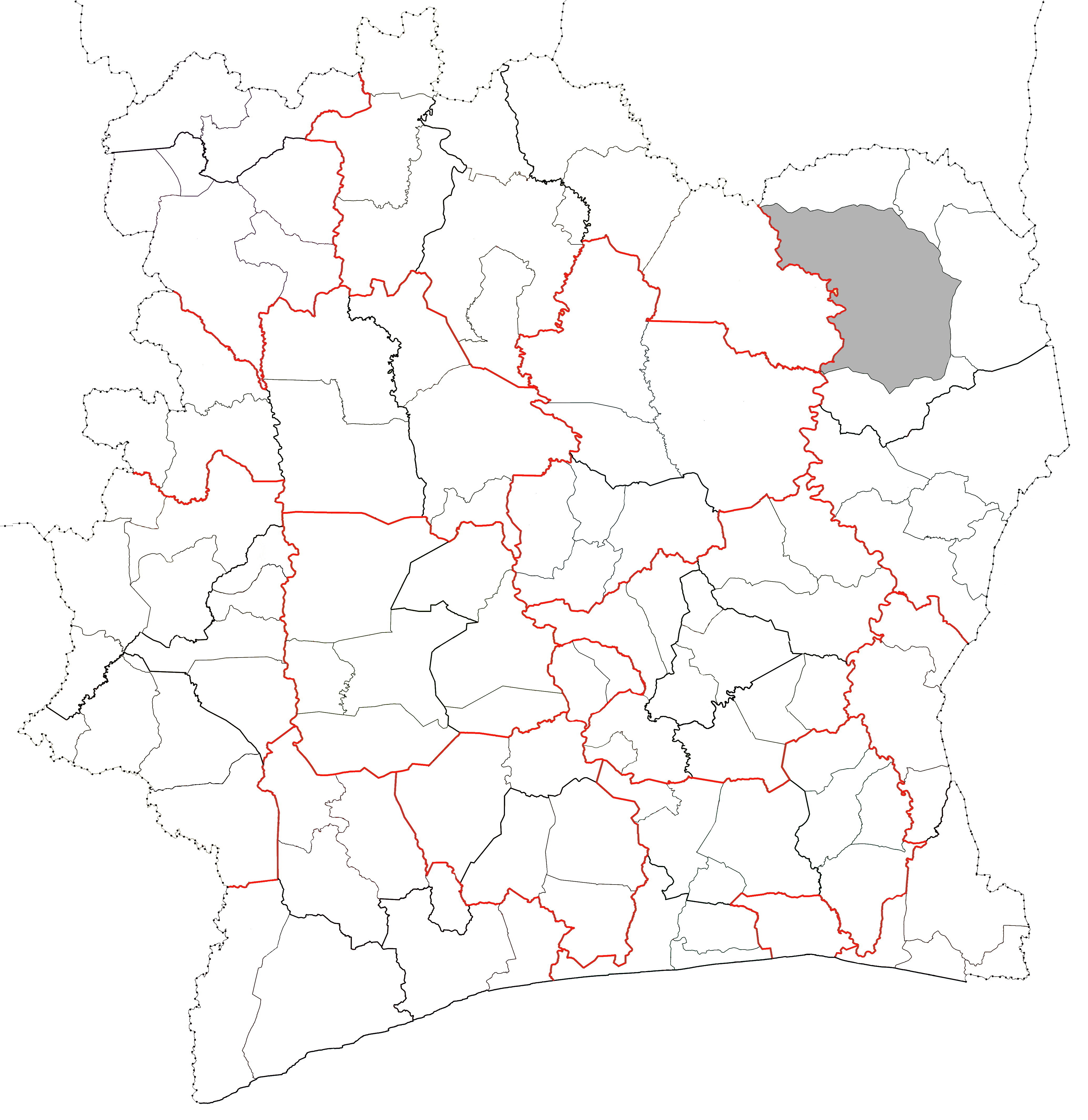
Departamenty (na szaro zaznaczono Park Narodowy Komoé niewchodzący w skład żadnego z departamentów)
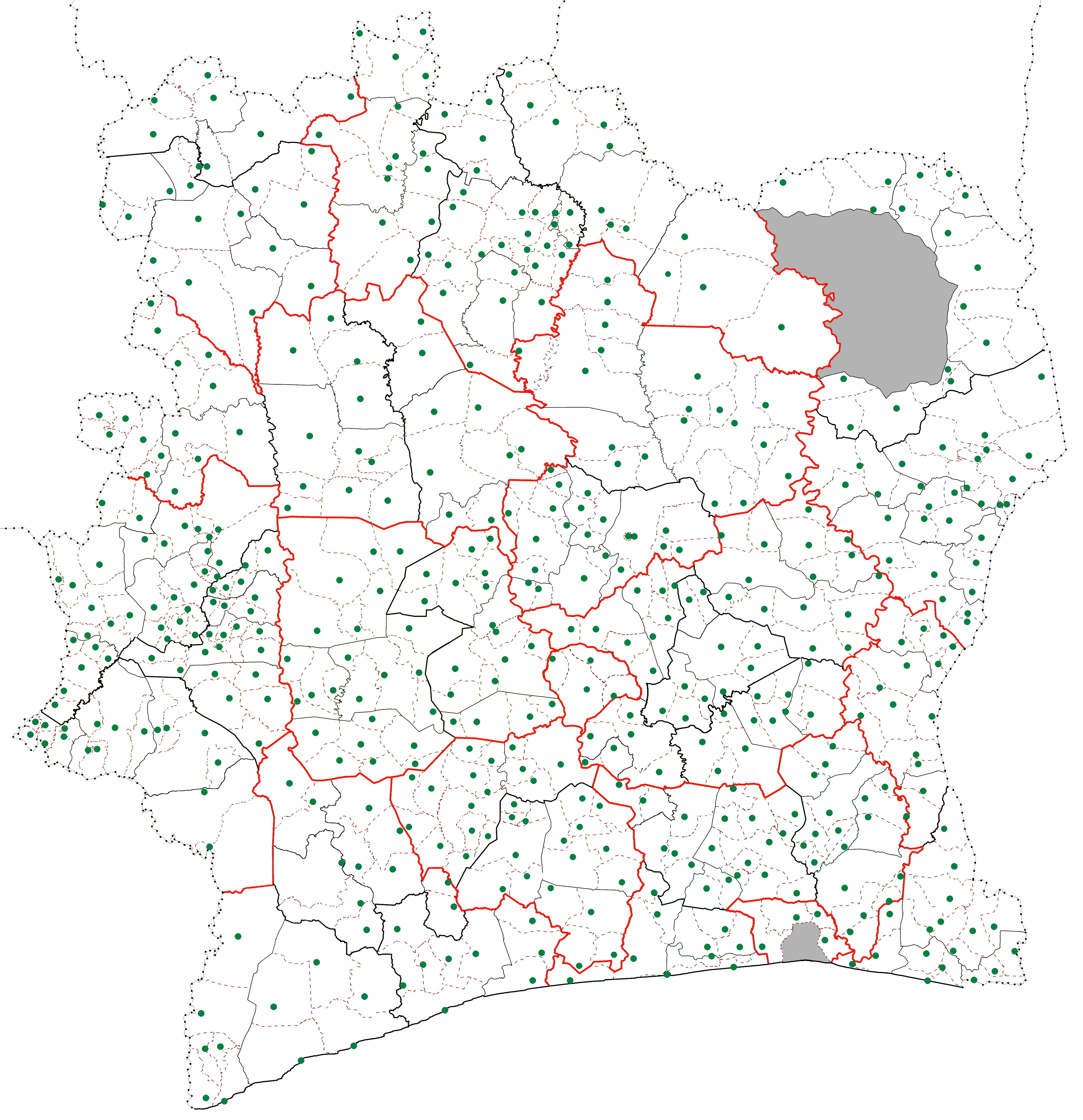
Podprefektury (na szaro zaznaczono Park Narodowy Komoé oraz Abidżan nie wchodzące w skład żadnej podprefektury)
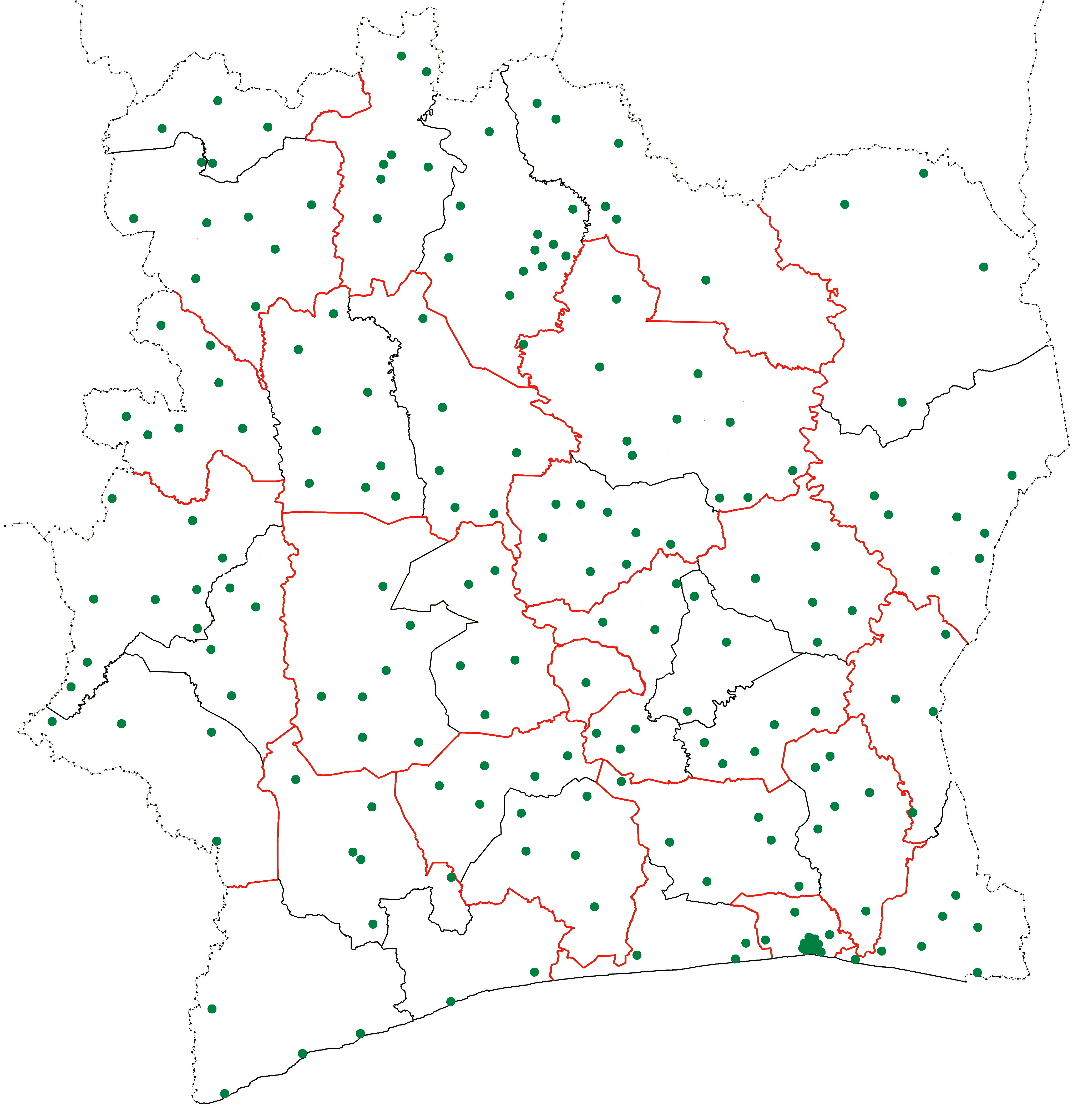
Gminy (zaznaczone zielonymi kropkami)

## Podziały administracyjne od 1961
| Mapa | Lata obowiązywania | Jednostka pierwszego stopnia | Jednostka drugiego stopnia | Jednostka trzeciego stopnia | Uwagi |
| ---- | ------------------ | ---------------------------- | -------------------------- | --------------------------- | --- |
|      | 1961–1963          | 4 departamenty               | –                          | –                           | 4 departamenty utworzone jako jednostki 1. stopnia. |
|      | 1963–1969          | 6 departamentów              | –                          | –                           | Dodano 2 departamenty. |
|      | 1969–1974          | 24 departamenty              | –                          | –                           | Wszystkie poprzednie departamenty zostały zlikwidowane. 24 nowe departamenty utworzono jako jednostki 1. stopnia. |
|      | 1974–1980          | 26 departamentów             | –                          | –                           | Dodano 2 departamenty. |
|      | 1980–1988          | 34 departamenty              | –                          | –                           | Dodano 8 departamentów. |
|      | 1988–1995          | 49 departamentów             | –                          | –                           | Dodano 15 departamentów. |
|      | 1995–1997          | 50 departamentów             | –                          | –                           | Dodano 1 departament. |
|      | 1997–1998          | 16 regionów                  | 50 departamentów           | –                           | Utworzono 16 regionów jako jednostki 1. stopnia. Departamenty zmieniono na jednostki 2. stopnia. |
|      | 1998–2000          | 16 regionów                  | 58 departamentów           | –                           | Dodano 8 departamentów. |
|      | 2000-2005          | 19 regionów                  | 58 departamentów           | –                           | Dodano 3 regiony. |
|      | 2005–2008          | 19 regionów                  | 70 departamentów           | –                           | Dodano 12 departamentów. |
|      | 2008–2009          | 19 regionów                  | 81 departamentów           | –                           | Dodano 11 departamentów. |
|      | 2009–2011          | 19 regionów                  | 90 departamentów           | –                           | Dodano 9 departamentów. |
|      | 2011–2012          | 14 dystryktów                | 30 regionów                | 95 departamentów            | Utworzono 14 dystryktów jako jednostki 1. stopnia. Zwiększono ilość regionów do 30 i zmieniono na jednostki 2. stopnia. Dodano 5 departamentów i zmieniono na jednostki 3. stopnia. Park Narodowy Komoé wydzielony spod jurysdykcji departamentów. |
|      | 2012–2013          | 14 dystryktów                | 31 regionów                | 107 departamentów           | Dodano 1 region i 12 departamentów. |
|      | od 2013            | 14 dystryktów                | 31 regionów                | 108 departamentów           | Dodano 1 departament. |